# Lijst van Nederlandse deelnemers aan de Olympische Zomerspelen van 1976
Dit is een lijst van Nederlandse deelnemers aan de Olympische Zomerspelen van 1976 in de Canadese stad Montréal.
| Olympiër                        | Sport        | Onderdeel | Ervaring  |
| ------------------------------- | ------------ | --- | --------- |
| Karin Abma                      | roeien       | acht | debutant  |
| Ria Ahlers                      | atletiek     | hoogspringen                                                                                                  | 2e Spelen |
| Jan Albers                      | hockey       | herenteam | debutant  |
| Geert Bakker                    | zeilen       | soling klasse                                                                                                 | debutant  |
| Martin Baltus                   | roeien       | vier met stuurman                                                                                             | debutant  |
| Arend Bloem                     | kanovaren    | K-2 500 m K-2 1000 m                                                                                          | debutant  |
| Willem Boeschoten               | roeien       | twee zonder stuurman                                                                                          | debutant  |
| André Bolhuis                   | hockey       | herenteam | 2e Spelen |
| Monique Bolleboom               | turnen       | meerkamp individueel meerkamp team                                                                            | debutant  |
| Hette Borrias                   | roeien       | vier met stuurvrouw                                                                                           | debutant  |
| Carla Braan                     | turnen       | meerkamp team                                                                                                 | debutant  |
| Enith Brigitha                  | zwemmen      | 100 m vrije slag 200 m vrije slag 100 m rugslag 4x100 m estafette 4x100 m wisselslag estafette                | 2e Spelen |
| Ton Buunk                       | waterpolo    | herenteam | 2e Spelen |
| José Damen                      | zwemmen      | 100 m vlinderslag 200 m vlinderslag 4x100 m wisselslag estafette                                              | debutant  |
| Ans Dekker                      | turnen       | meerkamp team                                                                                                 | 2e Spelen |
| Joke Dierdorp                   | roeien       | acht | debutant  |
| Theodoor Doyer                  | hockey       | herenteam | debutant  |
| Anton Ebben                     | paardensport | springconcours individueel springconcours team                                                                | debutant  |
| Diane Edelijn                   | zwemmen      | 100 m rugslag 200 m rugslag 4x100 m wisselslag estafette                                                      | debutant  |
| Geert van Eijk                  | hockey       | herenteam | debutant  |
| Ab Ekels                        | zeilen       | tempest klasse                                                                                                | debutant  |
| Henk Elzerman                   | zwemmen      | 400 m vrije slag 1500 m vrije slag 4x200 m vrije slag estafette                                               | debutant  |
| Rob Eras                        | paardensport | springconcours individueel springconcours team                                                                | debutant  |
| Linda Faber                     | zwemmen      | 400 m vrije slag 4x100 m vrije slag estafette                                                                 | debutant  |
| Ans Gravesteijn                 | roeien       | vier met stuurvrouw                                                                                           | debutant  |
| Marjolijn Greeve                | paardensport | dressuur individueel dressuur team                                                                            | debutant  |
| Arie Hassink                    | wielrennen   | 100 km ploegentijdrit                                                                                         | debutant  |
| Johan Heins                     | paardensport | springconcours team                                                                                           | debutant  |
| Jos Hermens                     | atletiek     | 10000 m marathon                                                                                              | debutant  |
| Willy Hillen                    | schieten     | kleinkalibergeweer 50 m liggend                                                                               | 2e Spelen |
| Andy Hoepelman                  | waterpolo    | herenteam | debutant  |
| Jan van der Horst               | roeien       | twee zonder stuurman                                                                                          | debutant  |
| Adri van Houwelingen            | wielrennen   | 100 km ploegentijdrit                                                                                         | debutant  |
| Evert Hoving                    | atletiek     | 800 m 1500 m                                                                                                  | debutant  |
| Lo Jacobs                       | kanovaren    | K-2 500 m K-2 1000 m                                                                                          | debutant  |
| Ciska Janssen                   | atletiek     | verspringen                                                                                                   | debutant  |
| Imbert Jebbink                  | hockey       | herenteam | debutant  |
| Barbara de Jong                 | roeien       | acht | debutant  |
| Hans Jorritsma                  | hockey       | herenteam | debutant  |
| Berber Kamstra                  | zwemmen      | 100 m vrije slag                                                                                              | debutant  |
| Wouter Kan                      | hockey       | herenteam | debutant  |
| Fons van Katwijk                | wielrennen   | 100 km ploegentijdrit                                                                                         | debutant  |
| Pieter Keyzer                   | zeilen       | soling klasse                                                                                                 | debutant  |
| Helie Klaasse                   | roeien       | dubbeltwee | debutant  |
| Adrie Klem                      | roeien       | vier met stuurman                                                                                             | debutant  |
| Evelien Koogje                  | roeien       | acht | debutant  |
| Joke Kos                        | turnen       | meerkamp team                                                                                                 | debutant  |
| Coen Kranenberg                 | hockey       | herenteam | 2e Spelen |
| Evert Kroes                     | roeien       | vier met stuurman                                                                                             | 2e Spelen |
| Evert Kroon                     | waterpolo    | herenteam | 3e Spelen |
| Hans Kruize                     | hockey       | herenteam | debutant  |
| René van der Kuil               | zwemmen      | 200 m vrije slag 400 m vrije slag 4x200 m vrije slag estafette                                                | debutant  |
| Maria Kusters-ten Beitel        | roeien       | acht | debutant  |
| Nico Landeweerd                 | waterpolo    | herenteam | debutant  |
| Wouter Leefers                  | hockey       | herenteam | 2e Spelen |
| Maritzka van der Linden         | zwemmen      | 100 m schoolslag                                                                                              | debutant  |
| Paul Litjens                    | hockey       | herenteam | 2e Spelen |
| Annelies Maas                   | zwemmen      | 200 m vrije slag 400 m vrije slag 800 m vrije slag 4x100 m vrije slag estafette                               | debutant  |
| Wijda Mazereeuw                 | zwemmen      | 100 m schoolslag 200 m schoolslag 200 m wisselslag 400 m wisselslag 4x100 m wisselslag estafette              | 2e Spelen |
| Ingrid Munneke-Dusseldorp       | roeien       | skiff | debutant  |
| Gerrit Möhlmann                 | wielrennen   | 4000 m ploegenachtervolging                                                                                   | debutant  |
| Peter Nieuwenhuis               | wielrennen   | 4000 m ploegenachtervolging                                                                                   | debutant  |
| Henk Nooren                     | paardensport | springconcours individueel springconcours team                                                                | debutant  |
| Louky van Olphen-van Amstel     | paardensport | dressuur individueel dressuur team                                                                            | debutant  |
| Liesbeth Pascal-de Graaff       | roeien       | acht | debutant  |
| Sjaak Pieters                   | wielrennen   | 1000 m sprint                                                                                                 | debutant  |
| Frits Pirard                    | wielrennen   | 100 km ploegentijdrit                                                                                         | debutant  |
| Herman Ponsteen                 | wielrennen   | 4000 m individuele achtervolging 4000 m ploegenachtervolging                                                  | 2e Spelen |
| Monique Pronk                   | roeien       | vier met stuurvrouw                                                                                           | debutant  |
| Ineke Ran                       | zwemmen      | 100 m vrije slag 200 m vrije slag 100 m vlinderslag 4x100 m vrije slag estafette 4x100 m wisselslag estafette | debutant  |
| Jeanette van Ravestijn          | turnen       | meerkamp individueel meerkamp team                                                                            | debutant  |
| Karim Ressang                   | zwemmen      | 200 m rugslag 4x200 m vrije slag estafette                                                                    | debutant  |
| Marleen van Rij                 | roeien       | acht | debutant  |
| Myriam van Rooyen-Steenman      | roeien       | vier met stuurvrouw                                                                                           | debutant  |
| Jos Ruijs                       | roeien       | vier met stuurman                                                                                             | debutant  |
| Jo Rutten                       | paardensport | dressuur individueel dressuur team                                                                            | debutant  |
| Annette Schortinghuis-Poelenije | roeien       | acht | debutant  |
| Loes Schutte                    | roeien       | acht | debutant  |
| Eltjo Schutter                  | atletiek     | tienkamp | debutant  |
| Frits Schür                     | wielrennen   | wegwedstrijd                                                                                                  | debutant  |
| Maarten Sikking                 | hockey       | herenteam | 2e Spelen |
| Gerrie Slot                     | wielrennen   | 4000 m ploegenachtervolging                                                                                   | debutant  |
| Hans Smits                      | waterpolo    | herenteam | debutant  |
| Ans Smulders-van Gerwen         | turnen       | meerkamp individueel meerkamp team                                                                            | 2e Spelen |
| Ben Staartjes                   | zeilen       | tempest klasse                                                                                                | 2e Spelen |
| Ron Steens                      | hockey       | herenteam | debutant  |
| Tim Steens                      | hockey       | herenteam | debutant  |
| Gijze Stroboer                  | waterpolo    | herenteam | 2e Spelen |
| Eric Swinkels                   | schieten     | kleiduiven skeet                                                                                              | 2e Spelen |
| Ad Tak                          | wielrennen   | wegwedstrijd                                                                                                  | debutant  |
| Bert Taminiau                   | hockey       | herenteam | 2e Spelen |
| Rob Toft                        | hockey       | herenteam | debutant  |
| Rik Toonen                      | waterpolo    | herenteam | debutant  |
| Jan Evert Veer                  | waterpolo    | herenteam | 2e Spelen |
| André in het Veld               | zwemmen      | 200 m vrije slag 4x200 m vrije slag estafette                                                                 | debutant  |
| Cees Vervoorn                   | zwemmen      | 100 m vlinderslag                                                                                             | debutant  |
| Andrea Vissers                  | roeien       | dubbeltwee | debutant  |
| Harald de Vlaming               | zeilen       | soling klasse                                                                                                 | debutant  |
| Leo van Vliet                   | wielrennen   | wegwedstrijd                                                                                                  | debutant  |
| Erik Vollebregt                 | zeilen       | flying dutchman klasse                                                                                        | debutant  |
| Sjoerd Vollebregt               | zeilen       | flying dutchman klasse                                                                                        | debutant  |
| Liesbeth Vosmaer-de Bruin       | roeien       | vier met stuurvrouw                                                                                           | debutant  |
| Joop van Werkhoven              | zeilen       | 470 klasse | debutant  |
| Robert van Werkhoven            | zeilen       | 470 klasse | debutant  |
| Gert Jan van Woudenberg         | roeien       | vier met stuurman                                                                                             | debutant  |
| Ronald Woutering                | zwemmen      | 200 m vlinderslag 400 m wisselslag                                                                            | debutant  |
| Hans van Zeeland                | waterpolo    | herenteam | debutant  |
| Piet de Zwarte                  | waterpolo    | herenteam | debutant  |